# Ladies Open Lugano
Ladies Open Lugano – żeński turniej tenisowy kategorii WTA International Series zaliczany do cyklu WTA Tour, rozgrywany na twardych kortach w szwajcarskim Biel w latach 2017–2019.

## Mecze finałowe

### Gra pojedyncza kobiet
| Rok  | Zwyciężczyni        | Finalistka      | Wynik         |
| 2019 | Polona Hercog       | Iga Świątek     | 6:3, 3:6, 6:3 |
| 2018 | Elise Mertens       | Aryna Sabalenka | 7:5, 6:2      |
| 2017 | Markéta Vondroušová | Anett Kontaveit | 6:4, 7:6(6)   |

### Gra podwójna kobiet
| Rok  | Zwyciężczynie                  | Finalistki                                 | Wynik          |
| 2019 | Sorana Cîrstea Andreea Mitu    | Wieronika Kudiermietowa Galina Woskobojewa | 1:6, 6:2, 10–8 |
| 2018 | Kirsten Flipkens Elise Mertens | Wiera Łapko Aryna Sabalenka                | 6:1, 6:3       |
| 2017 | Hsieh Su-wei Monica Niculescu  | Timea Bacsinszky Martina Hingis            | 5:7, 6:3, 10–7 |